# Мурень
Мурень, Мурені (рум. Mureni) — село у повіті Муреш в Румунії. Входить до складу комуни Винеторі.
Село розташоване на відстані 217 км на північний захід від Бухареста, 47 км на південний схід від Тиргу-Муреша, 122 км на південний схід від Клуж-Напоки, 79 км на північний захід від Брашова.

## Населення
За даними перепису населення 2002 року у селі проживали 379 осіб.
Національний склад населення села:
| Національність | Кількість осіб | Відсоток |
| -------------- | -------------- | -------- |
| угорці         | 326            | 86,0%    |
| румуни         | 47             | 12,4%    |
| цигани         | 6              | 1,6%     |

Рідною мовою назвали:
| Мова      | Кількість осіб | Відсоток |
| --------- | -------------- | -------- |
| угорська  | 327            | 86,3%    |
| румунська | 52             | 13,7%    |